# Mosquée Aladja
La mosquée Aladja ou mosquée Ishak Bey (en macédonien : Алаџа џамија ou Исхак-бегова џамија) est une mosquée ottomane située dans la ville de Skopje, en Macédoine du Nord. Elle se trouve en bordure du vieux bazar et a été construite en 1438 par le commandant turc Ishak Bey.
Son nom signifie « mosquée peinte » en turc et rappelle les céramiques décoratives qui recouvraient ses murs. Ces céramiques ont été détruites par le grand incendie qui ravagea la ville en 1689 et seules celles du turbe sont encore visibles aujourd'hui. Selon une inscription au-dessus de l'entrée, la mosquée aurait été agrandie par un descendant d'Isak Bey en 1519. 
Le bâtiment a une forme modeste, ses portes sont massives et richement sculptées, et son minaret fait 30 mètres de haut. L'intérieur est orné de décors peints et de reliefs.

## Galerie

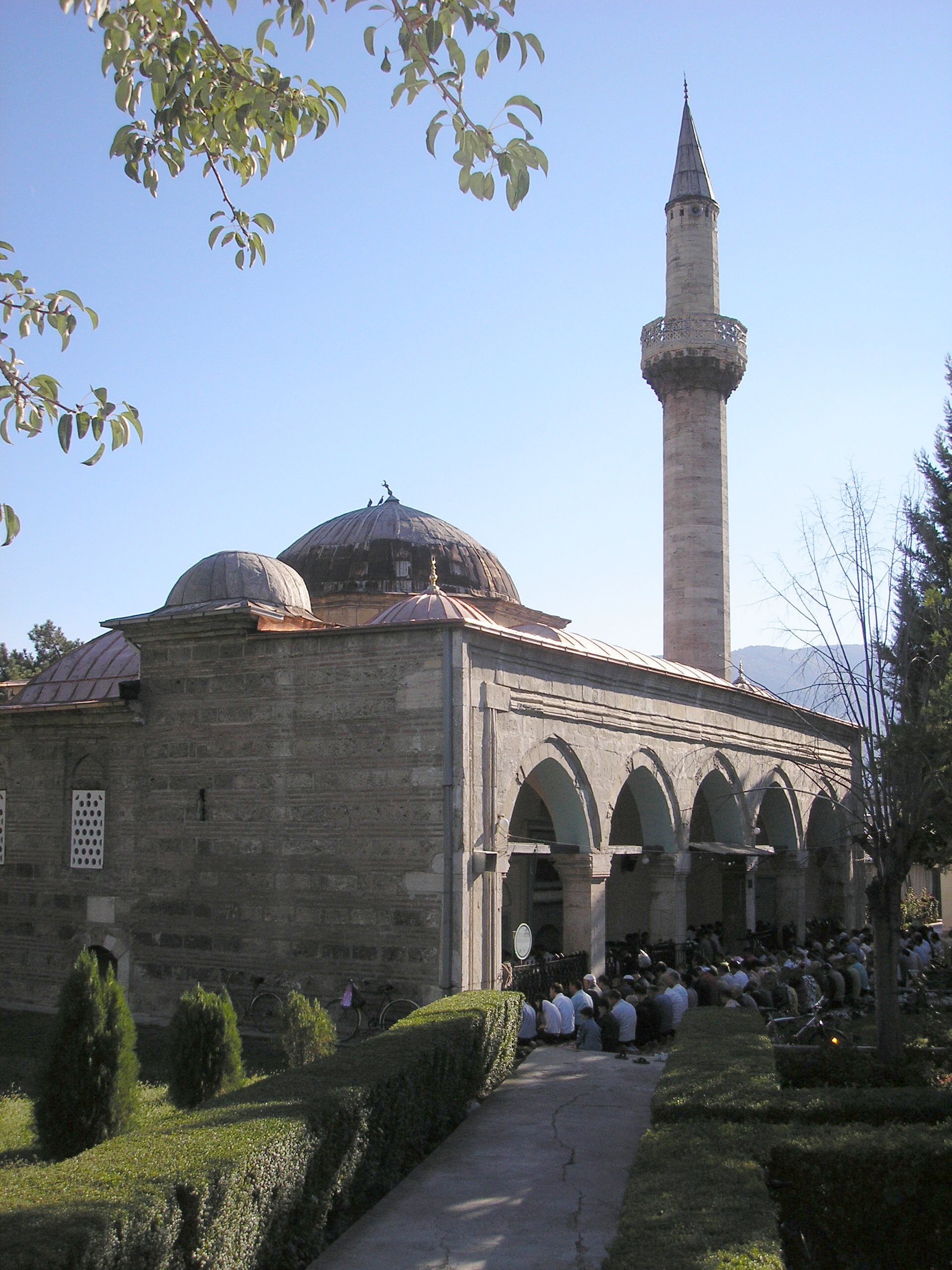
La mosquée.
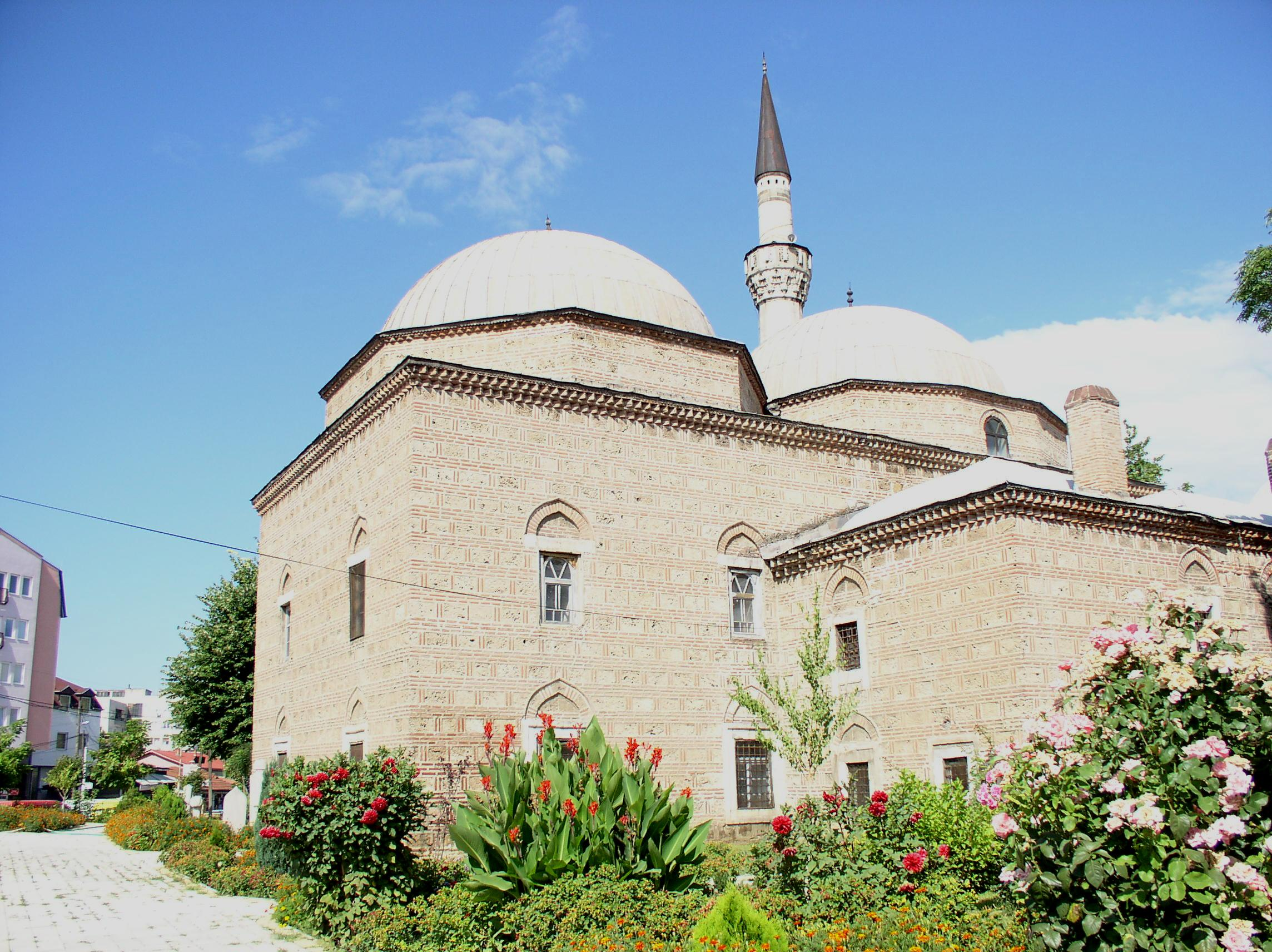
La mosquée.